# 14 Women
Catorce Mujeres (14 Women) es un documental estadounidense de 2007, dirigido por Mary Lambert y narrado por Annette Bening. Fue estrenada el 14 de junio de 2007, se enfoca en varias senadoras del 109° Congreso de Estados Unidos.

## Resumen
La película echa un vistazo al 109° Congreso de Estados Unidos. Cuando se convocó había catorce mujeres en el Senado: Barbara Boxer, Maria Cantwell, Hillary Rodham Clinton, Susan Collins, Elizabeth Dole, Dianne Feinstein, Kay Bailey Hutchison, Mary Landrieu, Blanche Lincoln, Barbara Mikulski, Lisa Murkowski, Patty Murray, Olympia Snowe, y Debbie Stabenow. El documental cuenta con entrevistas a varias personas, incluidos los miembros de la familia de las senadoras, el senador de Delaware Joe Biden y la cantante Alanis Morissette.

## Crítica
Politico.com y DVD Talk ambos tienen comentarios positivos para Catorice Mujeres (14 Women), DVD Talk comentó que si bien era "lejos de ser definitivo", la película tenía "objetivos admirables y probablemente les gustaría a los niños de las escuelas". Variety dio una respuesta más variada a la película, diciendo que "adictos a la política, colegialas idealistas y  todos en el medio se emocionarían en diversos grados" por la película, pero también se siente como un "video de reclutamiento para el servicio público".